# Всенощное бдение
Всено́щное бде́ние (также разг. все́нощная (сущ.); в Типиконе церк.-слав. бдѣніе; греч. ἀγρυπνία или παννυχίς; лат. vigilia) — в византийском обряде комплекс служб суточного круга, совершаемый в определенные дни в соответствии с предписанием богослужебного Устава, который, согласно уставным указаниям, должен продолжаться от захода солнца до рассвета. Совершается в современной практике Русской церкви в значительно сокращённом виде в вечерние часы; в практике греческих церквей бдение совершается только в особых случаях, а в обычной приходской практике имеет место раздельное совершение вечерни и утрени в соответствующее время суток.
В более широком смысле — аскетическая практика отказа от сна в целях продолжительного молитвословия в ночное время суток.

## История
Уже в практике ветхозаветной церкви упоминаются молитвы среди ночи. 
В Евангелии и в апостольских писаниях ночные молитвы, в том числе всенощные моления, встречаются чаще, с наставлениями бодрствовать и трезвиться, памятовать о Втором пришествии Христа, непрестанно молиться.
Во время гонений древние христиане, в целях безопасности, устраивали свои молитвенные собрания в ночное время, преимущественно в потаённых местах (на кладбищах и в подземных катакомбах).
Распространившиеся во II — III веке христианские отшельники, а в IV веке — монахи, часто проводили целые ночи в Иисусовой молитве и в пении Псалтири. Они выбирали для своих пещер самые труднодоступные пустынные места на отвесных скалах, где разбойники и женщины в меньшей степени могли бы их побеспокоить. После вечерней молитвы в тёмное время суток было опасно выходить из пещерного храма, поэтому, чтобы случайно не сорваться в пропасть, монахи всю ночь до самого утра (до рассвета) оставались в храме, не прекращая своих молитв, а с восходом солнца расходились по своим кельям, где могли отдохнуть. Такая богослужебная практика была закреплена в нынешнем Иерусалимском Уставе монастыря Саввы Освященного.
В записях западной паломницы Эгерии приведены подробные сведения о ночных бденных службах в Иерусалиме и его окрестностях в IV веке. В V веке появилась монашеская община акимитов (греч. ἀκοιμῆται — неусыпающие), последователей св. Александра Константинопольского, принесшего из Сирии особый устав монашеского жития, предусматривавший увеличение продолжительности общей молитвы за счёт времени, отводившегося на рукоделие. Особенностью обители неусыпающих было то, что монахи, разделившись на три смены, служили непрерывно в течение дня и ночи (отсюда её название).
Отцы Церкви объясняют практику ночного бдения эсхатологическими ожиданиями [Второе пришествие Иисуса Христа[|Второго пришествия Христа]] и наступления Царства и стремлением избежать греха.
Термин ’αγριπνία (буквально: «отсутствие сна») применительно к ночным богослужениям есть у Василия Великого. Он пишет, что таковые имели повсеместное распространение на Востоке и совершались в канун воскресных дней в течение всего года, в святую ночь Пасхи, праздника Богоявления и дней памяти святых мучеников.
Всенощное бдение — основное отличие Иерусалимского устава от Студийского. Именно с бдения (воскресного) начинается Типикон.
Некоторые великопостные службы, не имеющие даже полиелея, в Типиконе называются бденными. Например: в среду вечера Пятой седмицы Великого поста («Стояние Марии Египетской») даётся указание:

"На трапезе разрешаем на елей, и вина причащаемся труда ради бде́ннаго, хотящаго быти: "— Типикон:В среду пятыя седмицы вечера
и далее («В сий же четверток.»):

«Всю службу поем поскоро, труда ради бденнаго.»

## Предшествующие богослужения по Типикону
Прежде солнечного захождения:
- малый колокольный звон[10],
- девятый час совершается в притворе храма (если же в самом храме, то отпуста по 9-м часе не бывает),
- малая вечерня,
- трапеза, сопровождаемая особыми молитвами.

## Состав бдения по Типикону
- по заходе солнца великий колокольный звон («не скоро»), во время которого звонарь поёт 17-ю кафизму («непорочны», то есть Пс. 118) или 50-й Псалом 12-кратно[11],
- возжжение лампад,
- приготовление кадила,
- ещё один звон («клепание во вся кампа́ны»),
- поставление горящей «свещи в насвещнице» прямо царских врат,
- поклон иерею,
- иерей творит поклоны предстоятелю (настоятелю монастыря, который в древние времена мог даже не иметь священного сана, его кресло — у передней правой колонны в храме), святым вратам, обоим ликам (обоим хорам певчих) и сидящим братьям (монахам), входит в алтарь, возлагает на себя епитрахиль, творит молитву кадила, молча кадит весь алтарь, и отворив царские врата, исходит ими,
- кандиловжигатель со свещником (свечой на подсвечнике) среди храма должен громко возгласить: Восста́ните!
- иерей продолжает молча кадить иконостас, предстоятеля, певчих на клиросах, ему предходит пономарь с горящей свечой (в древности, когда ещё не было электрического освещения, в тёмных подземных храмах с неровными полами приходилось подсвечивать путь), следуют и в притвор, где кадят каждого («по чи́ну») монаха,
- иерей, став среди церкви лицом к востоку, возглашает: Господи благослови! кадит иконы и предстоятеля, входит в алтарь, трижды перед престолом кадилом трижды крестообразно знаменует и возглашает:

Сла́ва Святе́й, и Единосу́щней, и Животворя́щей, и Неразде́льней Тро́ице всегда́, ны́не и при́сно и во ве́ки веко́в
- предстоятель или екклисиарх начинает низким и тихим гласом:

Аминь. Приидите поклонимся Цареви нашему Богу
 Таже второе мало повышше: 
Приидите поклонимся и припадем Христу, Цареви нашему Богу
 Паки третие вышшим гласом, сице: 
Приидите поклонимся и припадем самому Христу Цареви и Богу нашему
 Таже особне: 
Приидите, поклонимся, и припадем Ему
- предстоятель или екклисиарх тотчас должен начать вышшим гласом 103-й Псалом «не скоро, и со сладкопением» на глас осмый: Благослови душе моя Господа…
- священник и пономарь становятся на своё место — на клирос,
- когда начнут петь Вся премудростию сотворил еси священник становится перед Царскими вратами и тайно глаголет светильничные молитвы[12],
- великая ектения,
- кафизма с малыми ектениями есть не всегда. Псалом 1 с первым антифоном должно петь на 8-й глас, а 2-й и 3-й — на глас дня,
- «Господи воззвах…» (Пс. 140, Пс. 141, Пс. 129, Пс. 116) со стихирами. Обычно добавляется и Богородичен (Догматик),
- вход с кадилом, «Свете тихий…», прокимен со стихами,
- могут быть паремии,
- сугубая ектения («Рцем вси»),
- читается «Сподоби Господи» (в русской практике обычно поётся хором или духовенством в алтаре),
- просительная ектения,
- лития в притворе храма,
- стихиры стиховные. Духовенство входит в храм,
- «Ныне отпущаеши», Трисвятое, Пресвятая Троице… Отче наш…,
- пение «Богоро́дице Де́во, ра́дуйся» или тропаря праздника,
- благословение пяти хлебов, пшеницы, вина и елея,
- Пс. 33 до «не лишатся всякаго блага»,
- иерей: «Благословение Господне на вас…»,
- чтец: «Аминь»,
- священник: «Молитвами святых отец наших…»,
- и извлачаются священник и диакон священных одежд, исходят в притвор храма и садятся для вкушения со всеми благословлёных хлеба и вина, слушая чтения апостольских посланий и Апокалипсис,
- колокольный звон,
- предстоятель: «Аминь. Слава в вышних Богу…», и далее шестопсалмие,
- великая ектения,
- «Бог Господь…» со стихами и тропарями,
- стихословие Псалтира (чтение двух кафизм, после каждой из которых — малая ектения, седален, краткое славословие, богородичен и чтение святоотеческих поучений (толкование Евангелия),
- пение Непорочных (Пс. 118), но чаще полиелей (Пс. 134 и Пс. 135 — в обычной приходской практике РПЦ поются только самые первые и последние стихи этих псалмов.). При этом совершается каждение всего храма,
- величание (если есть),
- тропари по непорочных «Ангельский собор удивися»,
- ипакои гласа, седальны и чтение святоотеческих поучений,
- колокольный звон,
- священник и диакон входят в алтарь и облачаются,
- прокимен со стихом,
- «Всякое дыхание…»
- чтение Евангелия,
- Воскресение Христово видевше,
- Пс. 50. Священник через царские врата выносит Евангелие, держа Его у груди. Предстоятель (настоятель монастыря) первым подходит, делает два поясных поклона, целует Евангелие и ещё раз кланяется, после чего кланяется правому и левому хору и отходит на место своё. Затем и прочие братия по старшинству творят поклонения, целуют Евангелие и снова один поклон и к настоятелю поклон.
- пение «Слава… Молитвами апостолов… И ныне… Молитвами Богородицы… Помилуй мя Боже… Воскрес Иисус от гроба…», или иная стихира,
- по целовании Евангелия священник осеняет Им братию, и уносит Его в алтарь,
- диакон «Спаси Боже люди твоя…»
- Господи помилуй — 12 раз,
- иерей «Милостию и щедротами…»
- канон (на деле несколько канонов совмещаются в один),
- после 3-й песни канона гасятся свечи, зажжённые на полиелей (24-я глава Типикона), диакон глаголет малую ектению, изоблачение священных одежд, пение седальна с богородичным и чтение святоотеческих поучений,
- по 6-й песни священник глаголет малую ектению перед святыми дверьми, возглас, пение кондака с икосом и чтение пролога (или синаксария),
- на 8-й песни зажигаются свечи, совершаются метания (поклоны), иерей и диакон облачаются, каждение всего храма при пении Песни Пресвятой Богородицы,
- после канона «Свят Господь Бог наш» (под воскресный день), ексапостиларий,
- хвалительные псалмы,
- стихиры на хвалитех,
- великое славословие («Слава в вышних Богу»),
- в Неделю тропарь воскресный («Днесь спасение миру бысть» или «Воскрес от гроба»),
- сугубая и просительная ектении, отпу́ст,
- многолетие патриарха и правящего архиерея,
- исхождение в притвор с пением стихиры самогласной,
- чтение «Огласительных поучений» преподобного Феодора Студита,
- тропарь святаго Феодора, глас 8: «Православия наставниче…»

## Богослужения, примыкающие к всенощному бдению
- первый час,
- третий час[13],
- шестой час,
- Литургия,
- чин о панагии.

## Символика службы
Всенощное бдение являет собою всю историю спасения человечества: как Ветхозаветную церковь (великая вечерня), так и Новозаветную (утреня с полиелеем).
Отличительные признаки великой вечерни в составе бдения: воспоминание библейских событий, возгрева́ние покаянных чувств, ожидание пришествия Иисуса Христа:

— начинается не с обычного возгласа «Благословен Бог наш,..», а с возгласа начала утрени «Слава Святей,..»;
— предначинательный псалом 103-й не читается, а поётся и сопровождается каждением всего храма;
— по просительной ектении — лития и благословение хлебов.
Утреня совершается полностью по чину праздничной или воскресной; начинается с чтения шестопса́лмия (а не с двупса́лмия). По окончании праздничной (но не воскресной) утрени устав предписывает помазание елеем «от кандила (лампады) святого». По сложившейся в первой половине XX века практике Русской церкви помазание елеем бывает на всяком всенощном бдении и на каждом полиелее.
Каждое священнодействие всенощного бдения может нести особый символический смысл:
- колокольный звон, наполнивший тишину и темноту перед великой вечерней — образ творения Богом из ничего неба и земли, которая сначала была безвидной и пустой, и тьма над бездной, и Дух Божий носился над водой (Быт. 1:1-2);
- возжигание лампад — «И сказал Бог: „Да будет свет“», день един;
- разжигание углей для кадильницы — создание небесных светил в четвертый день;
- вхождение иерея в алтарь — сотворение Адама и введение его в Эдемский сад;
- облачение в епитрахиль — „дыхание жизни“, которое вдунул Бог в лицо сотворённого Им человека (Быт. 2:7);
- вложение фимиама в кадильницу — пар, поднимающийся от земли и орошающий всё лицо земли (Быт. 2:6);
- открытие двух створок Царских врат — насаждение Богом прекрасного древа жизни посреди рая и древа познания добра и зла (Быт. 2:9);
- возглас диакона «Востаните!», каждение иерея с возжжённой свечой святых икон и братию в притворе по чину (по статусу) — воспоминается, как Господь привёл к человеку всех животных полевых и птиц небесных, чтобы видеть, как он их назовёт. Но для человека не нашлось помощника, подобного ему;
- каждение икон Спасителя (Нового Адама) и Богородицы (Новой Евы) у Царских врат — знаменует сотворение Богом Евы и приведение её к первому человеку;
- возглас священника «Сла́ва Святе́й, и Единосу́щней, и Животворя́щей, и Неразде́льней Тро́ице всегда́, ны́не и при́сно и во ве́ки веко́в» — выражение радости Адама;
- пение предстоятеля или екклисиарха «Аминь. Приидите поклонимся…» и предначинательного Псалма 103, со сладкопением, споющей и прочей братии — соучастие Евы в славословии Господа;
- выход иерея с параекклисиархом из алтаря на своё место (на клирос) — заповеданные Богом труды первых людей по возделыванию и хранению всей земли (Быт. 2:15);
- чтение иереем молитв светильничных перед закрытыми Царскими вратами с откровенною главою, великая ектения — осознание прародителями своего бедственного состояния после нарушения единой заповеди Божией, мольба о помощи[14];
- стихословие Псалтири, малые ектении, «Господи воззвах…» — раскаяние первых людей в своих грехах;
- «Да исправится молитва моя, яко кадило пред Тобою, воздеяние руку моею, жертва вечерняя» — воспоминание жертвоприношений Каина и Авеля;
- «С человеки, делающими беззаконие, и не сочтуся со избранными их» — о праведнике Енохе, живым взятым на Небо;
- «Изведи из темницы душу мою, исповедатися имени Твоему», «Из глубины воззвах к Тебе Господи, Господи, услыши глас мой» — об умножившихся беззакониях человечества, о всемирном потопе и о спасении праведного патриарха Ноя со своим семейством в ковчеге;
- стихиры — радостные песнопения уже новозаветного содержания, утешающие томительные ожидания предков;
- «Аще беззакония назриши Господи, Господи, кто постоит, яко у Тебе очищение есть» — повторяющиеся развращения народов, наказание их смешением языков при тщеславном строительстве вавилонской башни;
- вход с кадилом — образ переселения Авраама в землю обетованную;
- прокимен и паремии — заключение Богом завета (союза) с богоизбранным израильским народом;
- сугубая ектения — воспоминание о ветхозаветных праотцах «Господи Вседержителю, Боже отец наших, молим Ти ся, услыши и помилуй» — Послание Исааком сына своего Иакова в Харран. Каждое прошение ектении как ступень чудесной лестницы, увиденной во сне;
- «Сподоби Господи…» — о трудностях жизни Иакова у своего родственника Лавана в Харране;
- просительная ектения — возвращение Иакова, его страх перед встречей с разгневанным братом Исавом;
- преподание мира, молитва главопреклонения — примирение братьев Исава и Иакова. Другой образ – примирение Иосифа с остальными братьями и благословение и пророчества умирающего Иакова сыновьям;
- стихиры на литии, выход духовенства в притвор — переселение в Египет еврейского народа;
- молитвы литии — о тягостной жизни израильского народа среди язычников;
- стихиры на стиховне, шествие духовенства из притвора на средину храма — возвращение евреев из Вавилонского плена, воссоздание Иерусалимского храма, ожидание скорого пришествия в мир Мессии-Спасителя;
- «Ныне отпущаеши…» — песнь Симеона Богоприимца – связь между Вехозаветными пророчествами и Новозаветными событиями;
- трисвятое по «Отче наш», возглас — постепенное приближение благочестивой части человечества к познанию Святой Троицы;
- «Богородице Дево радуйся…» или тропарь праздника — исполнение пророчества о рождении Сына Божия[15];
- троекратное каждение и благословение литийного столика с пятью хлебами, пшеницей, вином и елеем — воспоминание о многоразличной щедрости и милости Бога;
- «Буди имя Господне…» и Псалом 33 до середины — благодарение Господа;
- «Благословение Господне на вас…» — непрестанная связь со Спасителем;
- чтение апостольских посланий во время вкушения благословенных 5 хлебов и вина — Новозаветные чтения акцентируют внимание на начало Евангельских событий, символически привлекающих верных к Евхаристии;
- начало утрени «Слава в вышних Богу…» (трижды) — рождественское пение ангелов Вифлеемским пастухам;
- «Господи устне мои отверзеши…» (дважды) — о непостижимости для непросвещённых Божественных тайн искупления рода человеческого;
- шестопсалмие, читаемое в полной темноте — осознание человеком своей немощи, греховности, неведения;
- тройное «Аллилуйа» после трёх псалмов, выход священника на амвон для чтения 12-ти утренних молитв — воспоминает проповедь 12-летнего отрока Иисуса перед книжниками в Иерусалимском храме и тридневное разыскивание Его родственниками по плоти (Лк. 3:40—52);
- мирная ектения — всемирное ожидание пришествия Мессии;
- «Бог Господь и явися нам…» — явление Спасителя на Иордане[16];
- тропарь праздника (дважды), «Слава и ныне…», Богородичен — воспоминание великих чудес и знамений, совершённых Христом;
- стихословия Псалтири, малые ектении, седальны, чтения святоотеческих поучений — заповеди, притчи и другие поучения Спасителя своим ученикам;
- «Блажени непорочнии в путь, ходящии в законе Господни», полиелей, величание, тропари по непорочных — торжественное шествие Господне в Иерусалим на вольные страдания;
- малая ектения, ипакои гласа и чтение творений Святых отцов. Степенные антифоны гласа. Прокимен, псалом Давидов. «Всякое дыхание да хвалит Господа». Преподание иереем мира народу. Чтение Евангелия — последнее поучение Спасителем народа в Иерусалимском храме. Призвание людей к покаянию и исправлению;
- «Воскресение Христово видевше…» — предсказанное Христом и сбывшееся Его Воскресение;
- Покаянный Псалом 50 — воспоминание о бесплодной смоковнице;
- вынос Евангелия для поклонения и целования предстоятелем и братией с двумя зажжёнными свечами — о мудрых девах, пришедших на брак с горящими светильниками;
- «Молитвами апостолов…» — память об апостолах, собранных Христом на Тайную вечерю;
- целование Евангелия братией монашеской обители, осенение Евангелием молящихся и унесение его в алтарь, закрытие царских врат — шествие Спасителя из Сионской горницы в Гефсиманский сад, взятие Христа под стражу;
- «Спаси Боже люди твоя…», «Господи помилуй» 12 раз — о случившемся малодушии и отягощении сном 12-ти апостолов в Гефсиманском саду
- канон — этапы мучения Спасителя;
- выход диакона на ектению по 3-й песни канона — приведение Христа от первосвященников на суд Пилата;
- выход на ектению по 6-й песни канона — отведение Иисуса на суд царя Ирода;
- каждение всего храма при повторяющемся пении «Честнейшую херувим…» — следование с несколькими остановками Иисуса на Голгофу. На этом крестном пути Он встретился с плачущей Своей Пречистой Матерью;
- «Свят Господь Бог наш», светилен — крестные страдания и смерть Христа;
- хвалительные псалмы, стихиры на хвалитех — воспоминание сошествия Спасителя во ад и освобождения Им прежде заключённых там душ праведников;
- «Преблагословенна еси Богородице…», открытие Царских врат, «Слава Тебе, показавшему нам свет» — известие у отверстой гробницы от ангелов женам-мироносицам о воскресении Христа;
- трисвятое, тропарь — сошествие Святого Духа на апостолов для проповеди всему миру учения о Боге-Троице;
- сугубая и просительная ектении — выход апостолов и их последователей на проповедь о воскресшем Христе;
- праздничное окончание утрени, благословение молящихся, отпуст, многолетие патриарха и епархиального архиерея — ожидаемые конец света, Страшный суд и вечная жизнь праведников в Царстве Небесном;
- исхождение в притвор, чтение Студитова оглашения — согласно древним монастырским богослужебным традициям, конец утрени приноравливали к восходу солнца, а царскими (иногда – и райскими) вратами назывались входные двери в храм (так как современных иконостасов в храмах ещё не было) из притвора, освещённого к этому времени суток мягким, свежим утренним светом. Здесь, по Иерусалимскому уставу, и полагается зачитывать «Оглашение» преподобного Феодора Студита. Однако, в Студийском уставе, получившем своё распространение благодаря Феодору Студиту, отсутствует всенощное бдение.

Ко всенощному бдению всегда присоединяется 1-й час, но его символика не входит в общую символику всенощного бдения, так же, как и своя символика у 3-го часа, и у 6-го часа, у Литургии оглашенных, Литургии верных, чина о панагии, предшествующего 9-го часа, малой вечерни, молитв на трапезе и у других богослужений, которые могут присоединяться ко всенощному бдению.

## Уставные указания и сложившаяся практика
Из 7-й главы первого раздела Типикона («Глава 7. Идеже всенощныя не бывают») явствует, что в малых обителях, соборных и приходских храмах «всенощныя не бывают» и в Неделю тогда «поется вечерня великая, такожде и утреня во свое время»:
на вечернем богослужении положены
- 9-й час,
- великая вечерня,
- отпуст,
- многолетие,
- ве́черя (трапеза), с чтением поучений,
- малый колокольный звон,
- малое повечерие с каноном (совершается в притворе храма),
- чин прощения. После чего все монахи могут разойтись по келлиям (прихожане — по своим домам), получая возможность в ночное время поспать перед утренним богослужением.

на утреннем положены
- колокольный звон,
- полунощница (в притворе) воскресная с троичным каноном, или праздничная полунощница,
- отпуст и прощение с ектенией и вогласом,
- вхождение молящихся в храм (священника — в алтарь),
- возглас священника, двупсалмие, трисвятое, тропари, сугубая ектения,
- «Слава Святей…»
- шестопсалмие и прочее чинопоследование полиелейной утрени,
- часы 1-й, 3-й и 6-й,
- литургия,
- чин о панагии.

Однако, по устоявшейся в Русской церкви приходской практике, обычно опускается девятый час, малая вечерня, лития с благословением хлебов, чтения поучений, кафизмы, чин о Панагии и некоторые другие части богослужения. Лития часто совершается только в канун: двунадесятых праздников, великих праздников (в богослужебных книгах имеют знак ), а также храмовых (престольных или местных) праздников. Повсеместное обыкновение в Русской церкви — вместо раздельного служения вечерни вечером и утрени утром — совершать в канун воскресного дня и великих праздников вечером между 17 и 21 часами по местному времени всенощную, которая в приходской практике редко продолжается более трёх часов. Кроме того, и в иные дни вечерня и утреня служатся в рамках едной службы в вечерние часы.
В греческих Церквах бдение совершается в отдельных случаях на Афоне, где может продолжаться более 10 часов. Обычная практика в греческих Церквах — совершать вечерню и утреню раздельно, причём утреня непосредственно предваряет совершение литургии.
Пасхальное бдение
По обычаю ранней Церкви и по историческим богослужебным уставам, в пасхальную ночь совершалось пасхальное бдение, основное содержание которого ныне известно как вечерня и литургия Великой субботы, начинать совершение которых богослужебный устав Русской церкви предписывает «о часе десятом», то есть около 17–18 ч.
- великий колокольный звон,
- возглас священника: «Благословенно Царство»,
- «Царю Небесный» (эту молитву прочтут в следующий раз только на бдении в канун Пятидесятницы, то есть через 50 дней),
- Трисвятое по Отче наш,
- псалом 103, мирная ектения, стихиры на «Господи воззвах» великой вечерни,
- иерей с диаконом творят проскомидию,
- вход с Евангелием (перед Плащаницей),
- «Свете тихий», прокимна нет,
- чтения 15-ти паремий (в древности в это время совершалось массовое крещение оглашенных),
- малая ектения, возглас: «Яко Свят еси Боже наш»,
- «Елицы во Христа крестистеся»,
- прокимен, апостольское чтение,
- пение: «Воскресни́, Боже, суди́ земли, яко Ты насле́диши во всех язы́цех» с другими стихами Пс. 81, во время которого Царские врата затворяются и закрывается завеса, священнослужители переоблачаются в белые ризы, и все облачения в храме заменяются светлыми (Типикон, гл. 49 «Во Святую и Великую Субботу вечера»),
- чтение Евангелия,
- литургия Василия Великого,
- отпуст,
- благословение 5-и хлебов с вином и вкушение их во втором или третьем нощном часу (≈ в 20:00 или в 21:00 час),
- во время приёма благословлённой пищи начинается чтение Деяний святых апостолов («чтение великое, в Деяниих святых апостол от начала»); никто не должен спать («По вкушении же всея братии, бывает чтение в техже деяниих святых апостол, якоже предречеся. Сие опасство да внимает церквоначальник, да вся Деяния прочтутся до конца. Братиям же всем с прилежанием послушающим, и да не будет леть ни единому же на сон предати себе, боящеся скверны искусителя врага: в таковых бо временех и местех тщится враг осквернити нерадивыя, и многосонливыя монахи. Изменяются же чтецы, и чтут даже до часа 4-го нощи.»[20])
- входные молитвы, облачение, проскомидия,
- пасхальная полунощница, в конце которой плащаница заносится в алтарь и полагается на престол,
- ночной пасхальный крестный ход начинается «Об часе утреннем»[21] (точное время начала богослужения не определено. Оно зависит от окончания трапезы, так как до причащения положено не менее чем 6 часов воздерживаться от пищи и пития.)
- пасхальная утреня,
- пасхальные часы (1-й, 3-й, 6-й),
- литургия Иоанна Златоуста,
- последование освящения артоса,
- молитва «во еже благословити сыр и яица»,
- выход из храма на трапезу, чин о Панагии с артосом,
- колокольный звон «во вся».

В современной практике Русской церкви первая часть последования (вечерня и литургия Василия Великого) совершается поздно утром в Великую субботу; вторая (от великого чтения Деяний святых апостолов) — начинают в пасхальную ночь (до полуночи), а точно в 24 часа (полночь) по местному времени — крестный ход, утреня часы, литургия Иоанна Златоуста.

## Употребление термина в современной речи
В русской речевой и литературной традиции имело место употребление следующих предложных конструкций: идти ко всенощной; вернуться от всенощной и т. д.
В устной речи имеет место употребление термина применительно также к ночному пасхальному богослужению, которое в действительности, по сложившейся в Русской церкви практике, состоит из полунощницы, утрени, пасхальных часов и литургии. Также используется в переносном смысле для обозначения любого ночного бодрствования.

## Комментарии
1. ↑  церк.-слав. таже (тажде) — потом, затем (см. 
Полный церковнославянский словарь прот. Григория Дьяченко, стр. 705).